# Condictio possessionis
Mit der Condictio possessionis (deutsch: Besitzherausgabe) wird ungerechtfertigt erlangter Besitz an einer Sache herausverlangt.
Während die ursprünglich aus dem römischen Recht stammende condictio indebiti im deutschen Bereicherungsrecht ihre Entsprechung in § 812 Absatz 1 Satz 1 Alternative 1 BGB findet, entspricht die condictio possessionis dem sachenrechtlichen Herausgabeanspruch aus § 1007 BGB